# Pałac w Kończycach Wielkich
Pałac w Kończycach Wielkich – zabytkowy pałac w stylu francuskiego baroku mieszczący się w Kończycach Wielkich w województwie śląskim, w powiecie cieszyńskim, w gminie Hażlach.

## Historia
Pierwotna siedziba szlachecka w Kończycach Wielkich powstała zapewne na początku XV wieku i wzniesiona została przez Korniców. Następnie wieś była własnością Mniszchów z Kończyc, Karwińskich z Karwiny i Bludowskich z Błędowic. W ręce Wilczków wieś weszła w wyniku małżeństwa Ewy Bludowskiej z Mikołajem Wilczkiem z Dobrej Ziemicy na początku XVII wieku. Nowy właściciel wybudował nowy zamek a obok ufundował drewnianą kaplicę pw. Opatrzności Bożej, w 1776 r. zastąpiona murowaną z fundacji Harasowskich z Harasowa. Z 1806 roku pochodzi najstarszy zachowany wizerunek zamku, posiadał on wówczas dach mansardowy. Od Harasowskich majątek kończycki na początku XIX wieku zakupił Jan Józef Antoni hrabia Larisch von Mönnich. W 1862 w pałacu zasiadł jego wnuk, hrabia Eugeniusz. W 1865 r. ożenił się z Marią hrabianką Deym von Střitež i z tej okazji przebudował zamek w pałac stylizowany na neorenesansową toskańską willę. W 1878 r. zmarła hrabina Maria, a w 1880 r. hrabia Eugeniusz osieracając trzy córki, w tym ośmioletnią Gabrielę, ostatnią właścicielkę pałacu. W 1893 r. wyszła za adiutanta cesarza Feliksa hrabiego von Thuna und Hohensteina, co po raz kolejny przyczyniło się modernizacji pałacu, który otrzymał francuski barokowo-klasycystyczny styl, otoczony krajobrazowym parkiem ze sztucznym stawem. Dama cesarskiego dworu, wielka filantropka, fundatorka jednego z pawilonów Szpitala Śląskiego w Cieszynie, zapisała się w pamięci mieszkańców Kończyc Wielkich jako „Dobra Pani”. W 1945 majątek Gabrieli von Thun und Hohenstein został skonfiskowany przez władze ludowe, które w 1952 r. utworzyły w pałacu państwowy dom dziecka. W 2007 pałac został sprzedany trzem biznesmenom, którzy zamierzali w nim umiejscowić hotel, czego nie zrealizowano i obiekt ponownie został wystawiony na sprzedaż pod koniec 2010 roku. Od 2020 pałac jest w posiadaniu Marcina i Ewy Lipskich, którzy stworzyli tam winnicę - Chateau Kończyce Wielkie. Rozwijają enoturystykę regionalną oraz założyli Fundację im. Dobrej Pani z Kończyć Wielkich, która organizuje projekty kulturowo-społeczne.